# Quand la mer se retire
Quand la mer se retire est un roman d'Armand Lanoux publié en septembre 1963 aux éditions Julliard et ayant obtenu le prix Goncourt la même année.

## Historique
Quand la mer se retire constitue le dernier volet d'une trilogie thématique informelle – intitulée Margot l'Enragée –, avec Le Commandant Watrin (prix Interallié en 1956) et Le Rendez-vous de Bruges (paru en 1958), constituant « une mise en procès de la guerre ».
Le roman reçoit, mi-novembre 1963, le prix Goncourt, à égalité de voix avec Le Procès-verbal de Jean-Marie Le Clézio, mais avec la voix du président du jury comptant cependant double.

## Résumé
Abel Leclerc, un Canadien qui a participé au Débarquement de Normandie le 6 juin 1944, y revient en juin 1960 pour tenter de retrouver les lieux où il a combattu, en particulier l'un d'eux qu'il ne retrouve finalement que par l'effet d'une circonstance fortuite. Il est accompagné de la fiancée, veuve, d'un camarade mort dans ces combats. Le roman alterne le récit de cette quête, dans un Cotentin de début d'été, avec au fil des lieux visités des analepses des combats meurtriers d'alors.

## Éditions
- Quand la mer se retire, éditions Julliard, Paris, 1963.